# Proales provida
Proales provida är en hjuldjursart som beskrevs av Wulfert 1938. Proales provida ingår i släktet Proales och familjen Proalidae. Inga underarter finns listade i Catalogue of Life.